# Arhizorhina mekonicola
Arhizorhina mekonicola is een eenoogkreeftjessoort uit de familie van de Nicothoidae. De wetenschappelijke naam van de soort is voor het eerst geldig gepubliceerd in 2006 door Bamber & Boxshall.